# Třída Salmon (1895)
Třída Salmon byla třída torpédoborců Britského královského námořnictva. Celkem byly postaveny dvě jednotky této třídy. Ve službě byly v letech 1895–1912.
Třída Salmon představovala jednu ze sedmnácti podtříd raných britských torpédoborců od různých výrobců, které jsou souhrnně označovány jako třída A. Torpédoborce třídy A neměly jednotný design, ale důraz byl u nich kladen na jednotnou rychlost (u prvních tří podtříd 26 uzlů a u zbývajících čtrnácti podtříd 27 uzlů). Třída Salmon patřila do druhé skupiny označováné jako „27-knotters“.

## Stavba
Britská loděnice Earle's Shipbuilding v Kingston upon Hull postavila celkem dvě jednotky této třídy. Do služby byly torpédoborce přijaty roku 1896.
Jednotky třídy Salmon:
| Jméno       | Založení kýlu   | Spuštěn        | Vstup do služby | Osud          |
| ----------- | --------------- | -------------- | --------------- | ------------- |
| HMS Salmon  | 12. března 1894 | 15. ledna 1895 | leden 1896      | Vyřazen 1912. |
| HMS Snapper | 2. dubna 1894   | 30. ledna 1895 | leden 1896      | Vyřazen 1912. |

## Konstrukce
Výzbroj představoval jeden 76mm kanón, pět 57mm kanónů a dva jednohlavňové 457mm torpédomety se zásobou čtyř torpéd. Pohonný systém tvořilo osm kotlů Yarrow a dva tříválcové parní stroje s trojnásobnou expanzí o výkonu 3700 hp, roztáčející dva lodní šrouby. Spaliny odváděly čtyři komíny. Nejvyšší rychlost dosahovala 27 uzlů. Dosah byl 3000 námořních mil při rychlosti deset uzlů.